# Браун, Билли
Би́лли Бра́ун (англ. Bille Brown, 1952—2013) — австралийский актёр театра, кино и телевидения, известный драматург.

## Краткая биография
Родился 11 января 1952 года в городе Билоила, Австралия. В начале 1970-х годов поступил в Квинслендский университет. Учился вместе с будущим известным актёром Джеффри Рашем. Вместе с ним и начал свою актёрскую карьеру, работая в «Queensland Theatre Company».
С 1976 года работал в Королевской шекспировской компании в Великобритании. Вместе с театром выступил в Париже, Вене Берлине и Мюнхене. Однако играл роли второго и третьего планов и его не замечали. Во время гастролей по Великобритании выступал в нескольких знаменитых театрах. В 1997 году его заметил Джон Клиз и пригласил сняться в своём фильме «Свирепые создания», за который Браун получил первый солидный гонорар в 100.000$.
В 1982 году Билли Браун впервые появился в Нью-Йорке. Он был приглашен преподавать актёрское мастерство в одном из университетов. В 1985 году в возрасте 33 лет Билли Браун впервые снялся в кино. Однако первые 7 лет он играл в низко бюджетных фильмах или исполнял эпизодические роли. Наконец в 1992 году он сыграл роль сержанта Фритца в боевике Биение Сердца. Сам Браун позже называл эту роль первой успешной кино-ролью в своей жизни.
Взлет известности и актёрской карьеры Билли Брауна пришёлся на 1997—2002 годы.
В начале 1996 года Билли Браун вернулся в Австралию для постоянного проживания. В ноябре того же года стал играть заметные роли в Австралийских театрах и сам стал писать пьесы. С гастролями посетил большую часть Австралии.
В 1999 году дал несколько семинаров по актёрскому мастерству в университете, который сам окончил.
В 2011 году вместе с Орденом Австралии он получил почетную степень доктора филологии в университете Квинсленда.

## Личная жизнь
Был вторым ребёнком в семье. Его отец — простой рабочий Боб Браун (1921—1990), а его мать, Амелия Браун (1933—2007), была учительницей младших классов.
Старший брат, Генри (1946−1998), был военным, погиб в Ираке. Младший брат, Джим (род. 1957), живёт и работает в австралийском Перте.
Женился в 1975 году на Зои Лаврел, впоследствии Браун. Имел двоих детей.

## Смерть
4 февраля 2012 года врачи поставили Брауну диагноз — рак кишечника. Ему категорически запретили пить и курить на время прохождения химиотерапии, так как это могло привести к летальному исходу. На свой 61-й день рождения после небольшого употребления алкоголя Билли Браун потерял сознание, и был доставлен в больницу в состоянии алкогольной комы. В 17:06 по местному времени 13 января 2013 года актёр скончался, не приходя в сознание. Похоронен рядом с могилами родителей и старшего брата. На похоронах присутствовали видные деятели Австралийского искусства, и давний друг актёра — Джеффри Раш.

## Фильмография
| год  | фильм                               | роль              | примечание                         |
| ---- | ----------------------------------- | ----------------- | ---------------------------------- |
| 1992 | Биение сердца                       | сержант Фритц     | первая успешная роль               |
| 1996 | Свирепые создания                   | Невилл Джонсон    | 100 000 тыс. гонорар.              |
| 1997 | Оскар и Люсинда                     | Перси Смит        | самая кассовая работа              |
| 1998 | Трудная женщина                     | Говард Локс       | мини-сериал                        |
| 1999 | Страсть                             | Джон Гриер        | главная роль                       |
| 2000 | Тарелка                             | Министр Колонелл  |                                    |
| 2000 | Приключение молодого Индианы Джонса | Хинкел            | 3 эпизода                          |
| 2001 | Человек, который судился с Богом    | Джерри Райан      | успешная работа                    |
| 2002 | Чёрное и белое                      | Томас Андерсон    |                                    |
| 2002 | Грязные делишки                     | Сенатор           |                                    |
| 2007 | Бесконечное небо                    | Боб Поттер        | первая роль после долгого перерыва |
| 2008 | Вымирающая порода                   | Харви/Райан       |                                    |
| 2009 | На краю света                       | Джеймс Холл       |                                    |
| 2010 | Хроники Нарнии: Покоритель Зари     | Кориакин          |                                    |
| 2011 | Глаз Шторма                         | Дадли Валли       |                                    |
| 2011 | Профессионал                        | Сержант Фритц     |                                    |
| 2011 | Отчаянные парни                     | Бут Свиммер       | сериал                             |
| 2012 | Леди детектив мисс Файни Фишер      | Барт Таллет       | мини-сериал                        |
| 2013 | Диковина                            | отец Генри Томсон | последняя роль                     |